# Chopperstyle
Chopperstyle bezeichnet im Hip-Hop bzw. im Rap einen sehr schnellen, dennoch verständlichen und getakteten Sprechstil.
Sehr viele bekannte Rapper dieses Stils findet man im amerikanischen Mittleren Westen, z. B. Chicago, Cleveland, Kansas City (Missouri) und Detroit, unter anderem die Bone Thugs-N-Harmony, Dalima & D-Loc The Gill God, Twista, Tech N9ne, Krizz Kaliko und Bow Wow. Auch an der Westküste der Vereinigten Staaten gibt es diese Reimtechnik, wie zum Beispiel von NoClue, T-Nutty, E-40 oder Twisted Insane und an der Ostküste von Busta Rhymes und Jay-Z zusammen mit Jaz-O in dem Song The Originators aus dem Jahre 1990. Im Süden der USA ist Yelawolf von Bedeutung. In Europa sind vor allem die deutschen Rapper Schwartz, ShimmyMC, Samy Deluxe, Sun Diego, Kollegah und DCVDNS zu nennen, außerdem in der Türkei Ceza und in Dänemark U$o. Viele Zweideutigkeiten und Andeutungen zu dem Namen des Stils hört man oft in Songs wie z. B. Running Out of Time, Stamina und Speed of Sound von Tech N9ne, Gun Blast, Flow Motion und 9mm von den Bone Thugs-N-Harmony und Kill Shit von Krizz Kaliko, Twista und Tech N9ne.
Der Name dieser Art zu Rappen leitet sich von dem Spitznamen des russischen Sturmgewehres AK-47 ab, der Chopper lautet. Manche sprechen dabei auch von Helicopter Skills. Dies kann man in der Strophe von Twista in dem Song Worldwide Choppers des Rappers Tech N9ne lesen, in der es heißt: „Or even tryna stop us ’cause we choppers and we worldwide“ (auf Deutsch in etwa: „Oder versuch’ uns aufzuhalten, denn wir sind Chopper und auf der ganzen Welt“).
Der Offizielle Rekord in der Rapgeschwindigkeit liegt bei 14,2 Silben/Sekunde (723 Silben in 51,27 s), was in etwa 6–7 Wörtern/Sekunde entspricht. Der Weltrekordhalter ist der Westcoast Rapper NoClue. Es gibt auch schnellere, die aber unbekannt sind, und denen man nachsagt, dass sie ihre Aufnahmen vorspulen würden.